# Adam Phelan

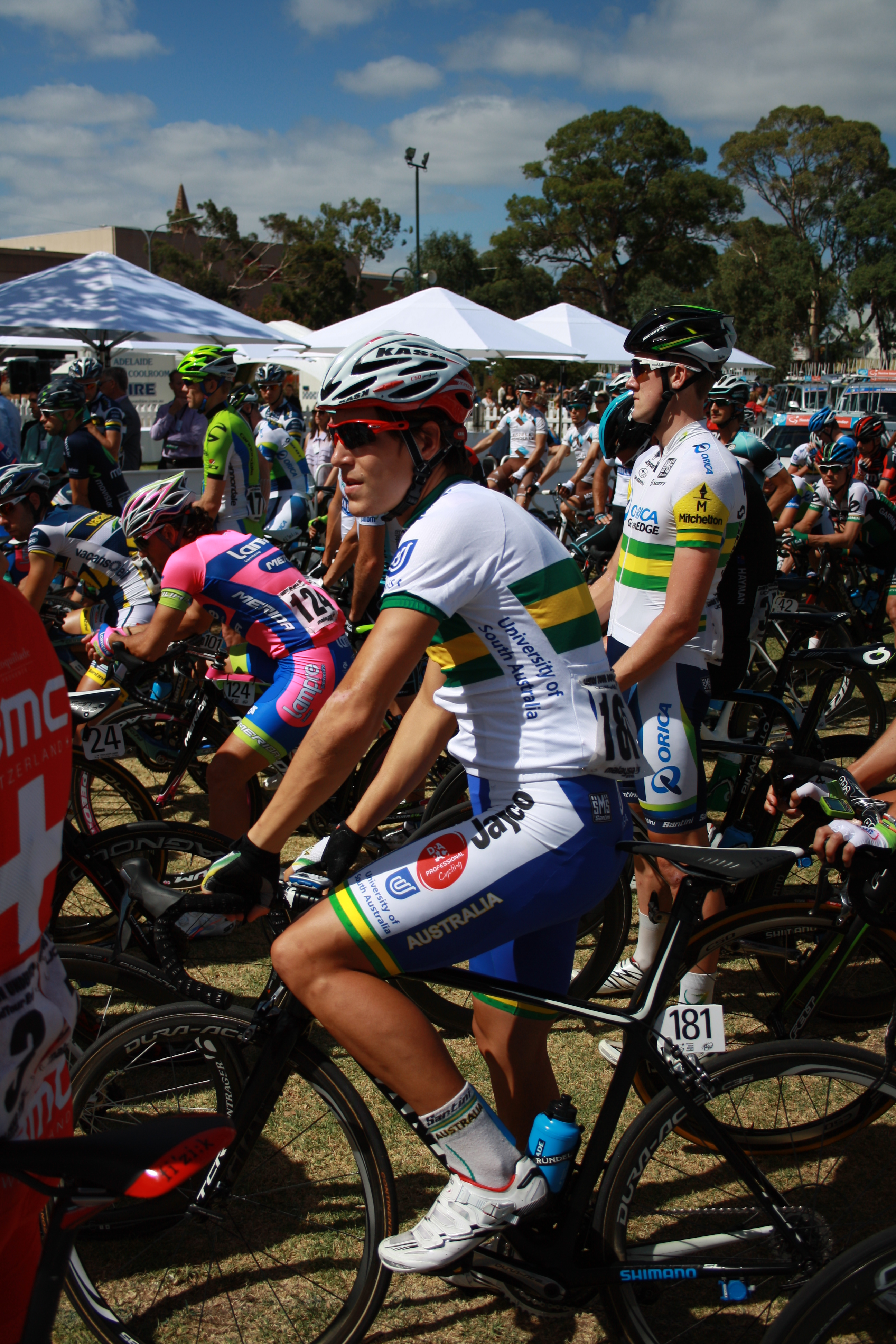
Adam Phelan 2013

Adam Phelan (* 23. August 1991) ist ein australischer Straßenradrennfahrer.
Adam Phelan wurde 2009 bei der Ozeanienmeisterschaft Vierter im Einzelzeitfahren der Juniorenklasse. Im nächsten Jahr konnte er bei der Tour of Tasmania die siebte Etappe gewinnen und den vierten Platz in der Gesamtwertung belegen. Seit 2011 fährt Phelan für das australische Continental Team Drapac. In seinem ersten Jahr dort gewann er das Canberra Cycling Club Criterium 14 und den Prolog bei der Tour de Taiwan.

## Erfolge
2011
- Prolog Tour de Taiwan

2012
- Gran Premio di Poggiana

2013
- Ozeanienmeisterschaft – Einzelzeitfahren (U23)
- Ozeanienmeisterschaft – Straßenrennen (U23)

## Teams
- 2011 Drapac
- 2012 Drapac Cycling
- 2013 Drapac Cycling
- 2014 Drapac Professional Cycling